# Namnlössjön
Namnlössjön är en sjö i Ragunda kommun i Jämtland och ingår i Indalsälvens huvudavrinningsområde. Sjön har en area på 0,0599 kvadratkilometer och ligger 467,1 meter över havet.

## Delavrinningsområde
Namnlössjön ingår i det delavrinningsområde (702065-151818) som SMHI kallar för Ovan Nyflobäcken. Medelhöjden är 443 meter över havet och ytan är 21,97 kvadratkilometer. Det finns inga avrinningsområden uppströms utan avrinningsområdet är högsta punkten. Krokbäcken som avvattnar avrinningsområdet har biflödesordning 3, vilket innebär att vattnet flödar genom totalt 3 vattendrag innan det når havet efter 132 kilometer. Avrinningsområdet består mestadels av skog (76 procent) och sankmarker (20 procent). Avrinningsområdet har 0,06 kvadratkilometer vattenytor vilket ger det en sjöprocent på 0,3 procent.